# Neuschoo
Neuschoo är en kommun i Landkreis Wittmund i förbundslandet Niedersachsen i Tyskland.
Kommunen ingår i kommunalförbundet Samtgemeinde Holtriem tillsammans med ytterligare sju kommuner.